# Samurai Sentai Shinkenger vs. Go-onger Ginmaku Bang!!
Samurai Sentai Shinkenger vs. Go-onger: GinmakuBang!! (侍戦隊シンケンジャーVSゴーオンジャー 銀幕BANG!! Samurai Sentai Shinkenjā tai Gōonjā Ginmakuban, ) là bộ phim về sự hội ngộ giữa các nhân vật trong Samurai Sentai Shinkenger và Engine Sentai Go-onger được công chiếu ngày 30 tháng 1 năm 2010. Các anh hùng trong Tensou Sentai Goseiger cũng xuất hiện trong một tiểu cảnh của bộ phim. Tiêu ngữ của bộ phim là "2 Sentai! Trên Con Đường Của Công Lý, Tiến Lên!!" (2大戦隊! 正義のロードへ、いざ参る!! Nidai sentai! Seigi no rōdo e, iza mairu!!). Bộ phim đã chiếm vị trí thứ 5 tại các rạp trong tuần đầu công chiếu và thu về 5 triệu dollar Mỹ.

## Câu chuyện
Khi các Go-onger đang chiến đấu với Tổng thống của sự ô nhiễm Bachiido 害統領バッチード (Gaitōryō Batchīdo) ở Gunman World (ガンマンワールド Ganman Wārudo), một vết nứt thứ nguyên đã mở ra mang họ tới Human World nơi họ gặp các Shinkenger. Họ tham gia cùng nhau khi Bachiido tham gia với Gedoushu.

## Diễn viên
- Shiba Takeru: Matsuzaka Tōri (松坂 桃李?)
- Ikenami Ryunosuke: Aiba Hiroki (相葉 弘樹?)
- Shiraishi Mako: Takanashi Rin (高梨 臨?)
- Tani Chiaki: Suzuki Shōgo (鈴木 勝吾?)
- Hanaori Kotoha: Morita Suzuka (森田 涼花?)
- Umemori Genta: Sōma Keisuke (相馬 圭祐?)
- Kusakabe Hikoma: Ibuki Gorō (伊吹 吾郎?)
- Fuwa Juzo: Karahashi Mitsuru (唐橋 充?)
- Esumi Sōsuke: Furuhara Yasuhisa (古原 靖久?)
- Kōsaka Renn: Kataoka Shinwa (片岡 信和?)
- Rōyama Saki: Aizawa Rina (逢沢 りな?)
- Jō Hant: Usui Masahiro (碓井 将大?)
- Ishihara Gunpei: Ebisawa Kenji (海老澤 健次?)
- Sutō Hiroto: Tokuyama Hidenori (徳山 秀典?)
- Sutō Miu: Sugimoto Yumi (杉本 有美?)
- Kegalesia: Oikawa Nao (及川 奈央?)
- Santa Nhóc: Ōmori Tadashi (大森 唯詩 Ōmori Tadashi?)
- Santa Cận vệ: Kusaka Hideaki (日下 秀昭 Kusaka Hideaki?)
- Okappikki: Yamamoto Michitoshi (山本 道俊 Yamamoto Michitoshi?)

### Lồng tiếng
- Narrator, Sushi Changer, Inromaru: Miyata Hironori (宮田 浩徳?)
- DaiGoyou: Tōchika Kōichi (遠近 孝一?)
- Chimatsuri Doukoku: Nishi Rintarō (西 凛太朗?)
- Usukawa Dayu: Romi Park (朴 璐美 Paku Romi?)
- Shitari of the Bones: Chō (チョー?)
- Sujigarano Akumaro: Horikawa Ryō (堀川 りょう?)
- Homurakogi: Yoshino Hiroyuki (吉野 裕行?)
- Speedor: Namikawa Daisuke (浪川 大輔?)
- Bus-on: Egawa Hisao (江川 央生?)
- Bear RV: Inoue Miki (井上 美紀?)
- Birca: Hoshi Sōichirō (保志 総一朗?)
- Gunpherd: Hamada Kenji (浜田 賢二?)
- Carrigator: Tsukui Kyōsei (津久井 教生?)
- Toripter: Ishikawa Shizuka (石川 静?)
- Jetras: Furushima Kiyotaka (古島 清孝?)
- Jum-bowhale: Nishimura Tomomichi (西村 知道?)
- Bomper: Nakagawa Akiko (中川 亜紀子?)
- Yogostein: Yanada Kiyoyuki (梁田 清之?)
- Kitaneidas: Madono Mitsuaki (真殿 光昭?)
- Batcheed: Ginga Banjō (銀河 万丈?)
- Gosei Red: Chiba Yūdai (千葉 雄大?)
- Gosei Pink: Satō Rika (さとう 里香?)
- Gosei Black: Hamao Kyōsuke (浜尾 京介?)
- Gosei Yellow: Niwa Mikiho (丹羽 未来帆?)
- Gosei Blue: Ono Kento (小野 健斗?)
- Tensouder: Sawaki Ikuya (沢木 郁也 Sawaki Ikuya?)

### Đóng thế
- Shinken Red, Go-on Red, Gosei Blue, Shinkenoh, Engine-Oh G12: Fukuzawa Hirofumi (福沢 博文 Fukuzawa Hirofumi?)
- Shinken Blue, Go-on Blue, Go-on Black, Gosei Black, Mougyudaioh: Oshikawa Yoshifumi (押川 善文 Oshikawa Yoshifumi?)
- Shinken Pink, Shinken Yellow, Go-on Yellow, Dayu Usukawa: Hitomi Sanae (人見 早苗 Hitomi Sanae?)
- Shinken Pink, Go-on Yellow: Kamio Naoko (神尾 直子 Kamio Naoko?)
- Shinken Pink: Nakagawa Motokuni (中川 素州 Nakagawa Motokuni?)
- Shinken Green, Go-on Green, Gosei Red, Kyoretsu-Oh: Takeuchi Yasuhiro (竹内 康博 Takeuchi Yasuhiro?)
- Shinken Yellow: Hashiguchi Miwa (橋口 未和 Hashiguchi Miwa?), Hitomi Sanae
- Shinken Gold, Daikaioh: Okamoto Jiro (岡元次郎 Okamoto Jiro?)
- Go-on Red, Go-on Black, Juzo Fuwa, Akumaro Sujigarano, Yogostein: Seike Riichi (清家 利一 Seike Riichi?)
- Go-on Red: Itō Makoto (伊藤 慎 Itō Makoto?)
- Go-on Yellow, Gosei Pink, Usukawa Dayu, Batcheed: Hachisuka Yūichi (蜂須賀 祐一 Hachisuka Yūichi?)
- Go-on Green, Chi Cốt Shitari: Ōbayashi Masaru (大林 勝 Ōbayashi Masaru?)
- Go-on Black: Imai Yasuhiko (今井 靖彦 Imai Yasuhiko?)
- Go-on Gold: Watanabe Jun (渡辺 淳 Watanabe Jun?), Ōfuji Naoki (大藤 直樹? Ōfuji Naoki)
- Go-on Silver, Gosei Yellow: Mizuho Nogawa (野川 瑞穂 Nogawa Mizuho?)
- Chimatsuri Doukoku, Kitaneidas, Daikaioh, Samuraihaoh: Kusaka Hideaki (日下 秀昭 Kusaka Hideaki?)
- Homurakogi: Kaneda Shinichi (金田 進一 Kaneda Shinichi?)

## Bài hát chủ đề
- "Samurai First Rap ~GinmakuBang!!~" (侍ファーストラップ ～銀幕BANG!!～ Samurai Fāsuto Rappu ~Ginmakuban!!~?)[4]
  - Lời: Fujibayashi Shoko và Sugiyama Mike
  - Sáng tác: Ōishi Kenichiro, YOFFY, và Takatori Hideaki
  - Cải biên: Project.R (Ōishi Kenichiro)
  - Thể hiện: YOFFY, Sister MAYO, và Takatori Hideaki (Project.R)[5][6]